# Отомо но Отомаро
Отомо но Отомаро (727 або 731 — 14 липня 809) — середньовічний японський державний та військовий діяч кінця періоду Нара і початку періоду Хейан. Перший хто отримав посаду сейї-тайсьоґун. Заклав основу для повної перемоги над емісі.

## Життєпис
Походив зі знатного роду Отомо. Син Отомо но Косібі, кокусі провінції Ідзумо. Мати походила з клану Фудзівара. Народився у 727 або 731 році. Початково кар'єра просувалася доволі повільно, ймовірно, через протистояння кланів Фудзівара і Отомо. Лише у 779 році отримав нижчий ступінь молодшого п'ятого рангу.
780 року призначено помічником начальника гвардії емонфу (Охоронці брами і Ліві гвардійці). 781 року призначено головою церемоніалу бунін (дружини імператора) Такано но Нііґаси. Того ж року надано вищий ступінь молодшого п'ятого рангу. 782 року призначено кокусі провінції Хітаті. 783 року призначено фукусьоґуном (заступником) командувача військ, спрямованих до провінції Хітаті для придушення повстання. 787 року стає спочатку утюьеном (першим помічником Правого контролера), а потім сатюбеном (другим помічником Лівого контролера). У 788 році Отомаронадано старший п'ятий ранг.
790 року призначено кокусі провінції Каваті. 791 року призначено сей-сьоґуном для війни з повсталими ебісу (емісі), з якими не зміг впоратися Кі но Косамі. З перемінним успіхом вів війну емісі до 794 року, коли Отомо було призначено першим сейї-тайсьоґуном. Протягом 794—795 років завдав низку поразок емісі, за що отримав молодший третій ранг та орден Почесті II ступеня. На деякий час війна з емісі припинилася й Отомо но Отомаро склав повноваження.
Між 795 та 799 роками був наставником принца Каміно. 799 року стає міністром церемонії. Ймовірно, згодом відійшов від активної державної служби. Помер у 809 році.